# Islam Grčki
Islam Grčki – wieś w Chorwacji, w żupanii zadarskiej, w mieście Benkovac. W 2011 roku liczyła 150 mieszkańców.